# ALLB – Serényi
Die SERÉNYI war eine normalspurige Tenderlokomotive der Lokalbahn Aujezd–Luhatschowitz (tschech. Místní dráha Újezd–Luhačovice; A.L.L.B.). Sie gehört heute als Exponat zum Bestand des Technischen Nationalmuseums (NTM) in Prag. 

## Geschichte
Die Lokalbahn Aujezd–Luhatschowitz erwarb zur Betriebseröffnung im Jahr 1905 – neben einer weiteren größeren Maschine – eine zweifachgekuppelte Tenderlokomotive mit der Werknummer 3201 von der Lokomotivfabrik der StEG in Wien. Sie erhielt die Bahnnummer 1 und den Namen SERÉNYI nach dem österreichisch-ungarischen Hochadelsgeschlecht Serényi.
Betriebsführer der Lokalbahn war die Betriebsdirektion Brünn-Czernowitz der StEG, die bereits 1909 in das Eigentum des Staates kam. Ab 1925 trug die Lokomotive die neue Betriebsnummer 200.01, ab 1939 nach dem ČSD-Schema als Privatbahnlokomotive die Nummer 210.901. Im Jahr 1948 vergaben die Tschechoslowakischen Staatsbahnen (ČSD) nach Auflösung und Verstaatlichung der Lokalbahngesellschaft die Nummer 210.001 in Zweitbesetzung. Die Baureihennummer 210.0 hatten vorher bereits Lokomotiven der Kaschau-Oderberger Bahn getragen, die bis 1928 kassiert worden waren.
Die Lokomotive verblieb fast während ihrer gesamten Einsatzdauer auf ihrer Stammstrecke Újezd–Luhačovice in Mähren. 1954 wurde sie ausgemustert und an das Technische Museum Brünn verkauft. Dort war sie vor dem Haupteingang des Museums im Freien aufgestellt.
In desolatem Zustand ging sie 1986 in das Eigentum des Technischen Nationalmuseum in Prag (NTM) über. Das Depot Šumperk der ČSD begann 1991 mit der betriebsfähigen Aufarbeitung, die nie zum Abschluss kam. In zerlegtem Zustand wurde sie schließlich im Depot Chomutov des Technischen Nationalmuseums hinterstellt.
Mit finanziellen Mitteln aus einem EU-Förderprogramm wurde die Lokomotive bis 2023 als nicht betriebsfähiges Museumsexponat aufgearbeitet. Eine entsprechende Ausschreibung gewann die Firma Railway Capital von Jan Šatava, die mit 3,3 Millionen Kronen das günstigste Angebot abgegeben hatte. Die Instandsetzung der Lokomotive wurde im Depot Veselí nad Lužnicí ausgeführt, wohin die Einzelteile aus dem Museumsdepot verbracht wurden. Nach ihrer abgeschlossenen Instandsetzung wurde die Lokomotive ab August 2023 zunächst am Hauptgebäude des Technischen Nationalmuseums in Prag öffentlich präsentiert.
Im Jahr 2024 ist die Lokomotive im Depot Chomutov des NTM hinterstellt.